# Lobomonas piriformis
Lobomonas piriformis là một loài tảo trong họ Chlamydomonadaceae, thuộc chi Lobomonas.